# Corpo Panzer Großdeutschland (Alemanha)
O Corpo Panzer Großdeutschland ficou estacionado na Prússia Oriental como parte da reserva em Dezembro de 1944, sendo que muitas de suas unidades estavam lutando na Frente Ocidental, mas de Janeiro até Março de 1945 entrou em combate em Kohlholz e Order. Participou da luta na Pomerânia e em Berlim Oriental sendo após transferida para a Áustria.
Se rendeu para as forças norte-americanas mas todos os soldados foram capturados pelos Soviéticos.

## Comandantes
- General der Panzertruppen Dietrich von Saucken (? Dezembro 1944 - 12 Março 1945)[3]
- General der Panzertruppen Georg Jauer (12 Março 1945 - 8 Maio 1945)

## Área de Operações
- Prússia Oriental (Dezembro 1944 - Fevereiro 1945)[3]
- Pomerania & Berlim (Fevereiro 1945 - Abril 1945)
- Áustria (Abril 1945 - Maio 1945)